# Parascelus edwardsi
Parascelus edwardsi är en kräftdjursart som beskrevs av Claus 1879. Parascelus edwardsi ingår i släktet Parascelus och familjen Parascelidae. Inga underarter finns listade i Catalogue of Life.